# Chaviães
Chaviães is een voormalige plaats (freguesia) in de Portugese gemeente Melgaço en telt 431 inwoners (2001).  In 2013 is Chaviães samengevoegd met Paços tot de nieuw opgerichte freguesia Chaviães e Paços. 

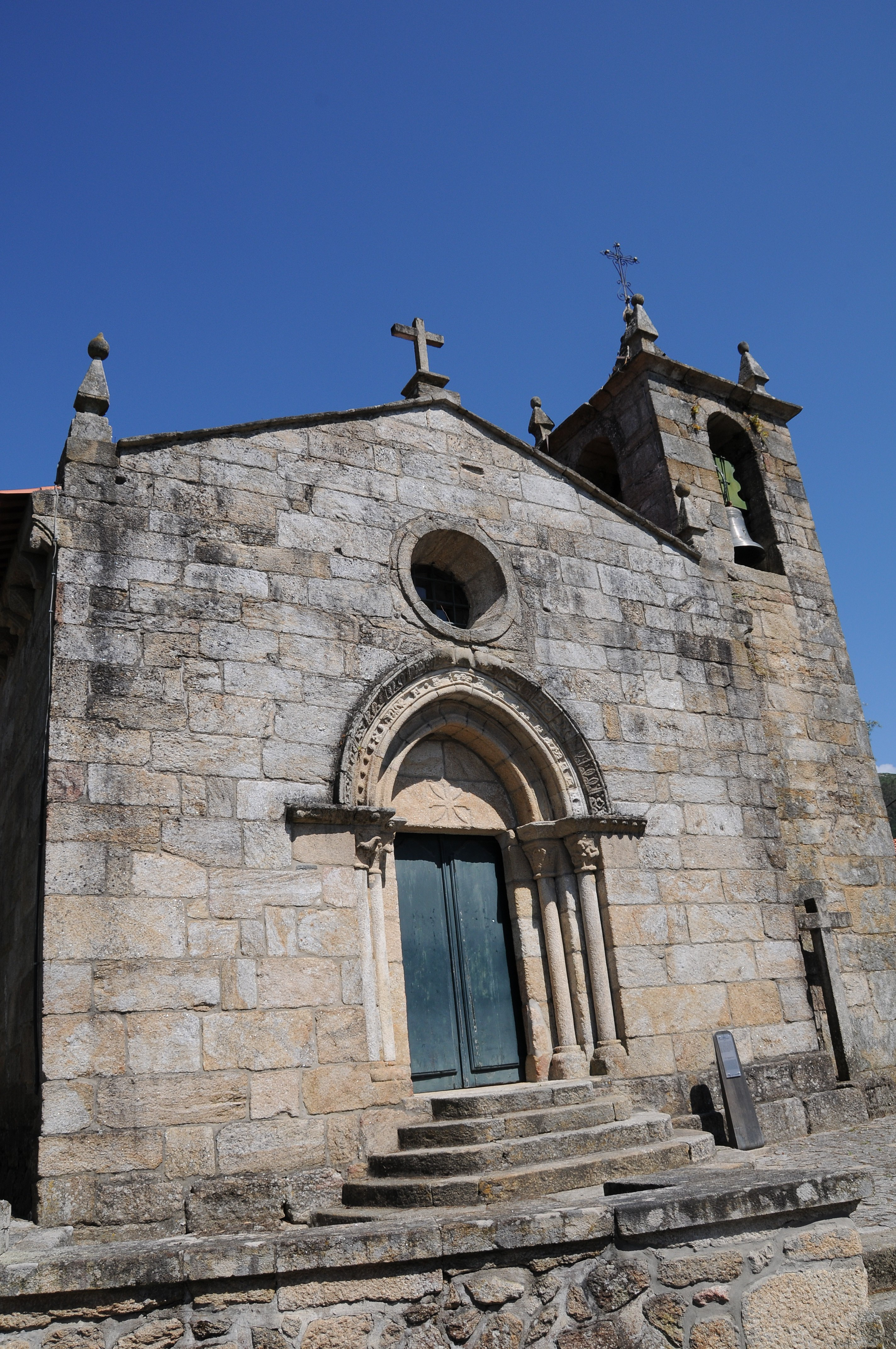